# Gás mostarda

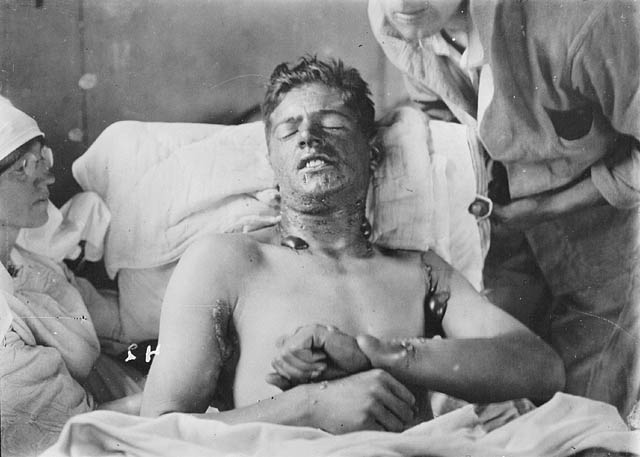
Um soldado canadense após exposição ao gás mostarda

Gás Mostarda, EA-1033, Levinstein, iperita, Kampfstoff, Mostarda de enxofre, pelos códigos HD, código dado a mistura com pureza de 90% para 99%, código que significa destilado de gás mostarda. Gás mostarda (Levinstein), ou H, código dado a uma forma mais impura do gás mostarda, simplesmente dado ao agente não destilado (pós síntese), tendo uma pureza abaixo dos 90%, aproximadamente 70% de pureza, com 30% em impurezas e produtos de sub reações.
É um agente químico de fórmula (Cl[CH2]2)2S e Cl-CH2-CH2-S-CH2-CH2-Cl. É uma arma química de ação vesicante, pelas lesões que causa na pele. Foi produzido pela primeira vez em 1822, na Inglaterra, por Despretz, na mistura de Etileno e Dicloreto de enxofre.
É um líquido oleoso incolor e sem cheiro quando puro, emite fumos incolores em temperatura ambiente. Destilado de gás mostarda possui um odor agradável de temperos. Gás mostarda com grau de pureza de 98% para 99% possui um cheiro levemente doce, característico. O agente impuro, a baixo de 90% de pureza, varia de tons de amarelo para marrom, possuindo odor de mostarda predominante, um cheiro de mostarda recém cortada e com coloração amarela característica.
Devido a sua alta volatilidade, sua cor, em líquido, é levado também em vapor, mas a cor do vapor vai depender, em geral, da temperatura onde está disseminado. O cheiro de alho e mostarda é característico de locais muito contaminados pelo agente. O cheiro de alho é proveniente de seus derivados oxidados, como o sulfona de gás mostarda, sulfeto de vinila, sulfóxido de gás mostarda e diversos outros derivados.
Mesmo sendo muito referido como um gás, a mostarda de enxofre possui uma taxa de volatilidade de apenas 610 mg/m3 à 20 graus Celsius, com taxa de volatilidade calculada em 141 ppm à 25 graus Celsius. É, aproximadamente, 7,35 vezes menos volátil que a lewisite, 123 vezes menos volatil que metildicloroarsina, é aproximadamente 1450 vezes mais volátil que O-mostarda e algumas vezes menos volátil que as mostardas nitrogenadas (HN-1 e HN-2).
Possui um ponto de fusão de 14 graus Celsius e um ponto de ebulição de 217 graus Celsius (com decomposição, por pirólise, acima de 150 graus Celsius, originando em sesquimostarda, 1,2-dicloroetano), podendo ser destilado a 95 graus Celsius em 11 mmHg, os vapores, emitidos em temperatura ambiente, pelo gás mostarda, já o destila. O agente é carcinogênico, algo comum nos agentes vesicantes, mas de pouca significância militar.
Persiste em ambiente propícios numa média de 3 meses. Em condições normais persiste por algumas semanas. Grandes concentrações do agente podem aumentar este período para 30 dias, devido a formação de complexos. Alguns complexos aumentam a sua persistência por vários anos, em ambientes fechados. Seu uso, em ambientes frios, não é efetivo, devido ao seu ponto de fusão. Em ambientes frios o agente permanece "dormente" por um longo período. É decomposto e neutralizado em reação com Hipocloritos e peróxido de ácidos graxos.
Mostarda de enxofre é utilizada em mistura com mostardas nitrogenadas, oxigenadas, lewisites, em pouca parte com outras versões como a O-mostarda, Sesquimostarda e com outros agentes, como as sabatinas e stibine (antimonial), e agentes alquil clorados de tálio.
Qualquer tamanho de exposição, ao gás mostarda, necessita de tratamento médico. Considerados demorados e dolorosos. Mesmo sendo pequena a quantidade de Gás mostarda que o indivíduo for exposto, as chances de contrair câncer são maiores, muito por causa do gás mostarda reagir com o DNA, causando citotoxicidade. Possui uma dose letal de 2400 miligramas. 8 gramas causam uma morte em menos de 24 horas. 2 miligramas, do agente, já podem causar efeitos vesicantes. 200 miligramas causam incapacitação e vesicações em menos de 36 horas. 150 miligramas em contato com os olhos causam severas lesões ao órgão.
Foi muito utilizado nos últimos anos da 1ª Guerra Mundial como arma química tanto pela Tríplice Entente como pela Tríplice Aliança. Atualmente a utilização do gás mostarda está regulada pela Convenção de Armas Químicas (em inglês: CWC Chemical Weapons Convention) como uma substância de Classe 1, ou seja, sem outro uso a não ser Guerra química.

## História
Substância descrita pela primeira vez a 1822 por César-Mansuète Despretz (1798-1863) e descrita como substância tóxica, pela primeira vez, a 1860 por Albert Niemann (1834-1861). Durante vários anos vários cientistas contribuíram para melhorar a sua caracterização e aperfeiçoar a sua síntese, tornando-a mais eficiente. Destes destacam-se os ingleses Frederick Guthrie e Hans T. Clarke e o alemão Victor Meyer.
Durante a 1ª Grande Guerra e com base no método de síntese Meyer-Clarke, o Levinstein, a Alemanha foi capaz de produzir a mostarda sulfurada em grande escala e usá-la como arma química pela primeira vez.
Ypres, uma cidade belga, foi o primeiro alvo desta nova arma química, na altura denominada de Hun Stoffe (abreviação: HS, ou apenas H). Nesta altura devido ao baixo conhecimento acerca dos efeitos tóxicos desta substância, os soldados alemães eram apenas equipados com máscaras de proteção, ficando a pele desprotegida e somando assim mais de 1,3 milhões de mórbidos, dos quais 90 mil se encontravam num estado muito muito grave.
Posterior ao seu uso na 1ª Guerra Mundial, o gás mostarda, foi também usado noutras situações, somando muitos milhões de mortos e feridos. Destas são exemplo a conquista da Etiópia pela Itália (1935-1936), a conquista da China pelo Japão (1937-1945), a 2ª Guerra Mundial (1939-1945), desta vez usada pelos países Aliados, a guerra civil de Yemen (Egipto) e no conflito Irão-Iraque (1983-1988). Mais recentemente, a 25 de agosto de 2015, o gás mostarda foi usado, na guerra da Síria e em março de 2017, foi usado pelo ISIL, para atacar Taza, no Iraque.
Após o início da 2ª Grande Guerra, com receio que o gás mostarda voltasse a ser usada pela Alemanha numa nova guerra química, o Departamento de Guerra de Yale criou uma equipa que, em segredo, se dedicasse ao estudo desta substância, a partir de então designada de "Substância X". Nesta equipa, integrava um farmacologista, Alfred Gilman, e um físico e farmacologista, Louis S. Goodman, que juntos deram uma reviravolta na história do gás mostarda. Foi graças aos seus estudos que a substância até então responsável apenas por morte e terror foi associada à terapia do cancro. A inicial substância, uma mostarda sulfurada, foi alvo de uma alteração estrutural. Nesta, o átomo de enxofre (S) foi substituído por um azoto metilado (N-CH3), resultando numa mostarda nitrogenada, designada de Mecloretamina. A descoberta da Mecloretamina provocou uma revolução na área da quimioterapia para o tratamento do cancro dado que esta é o composto Líder a partir do qual foi possível obter diferentes análogos com utilidade na terapêutica anticancerígena. Destes análogos destacam-se o Clorambucilo, o Melfalano, a Ciclofosfamida e a Isofosfamida. Para além destes, os estudos na descoberta de novas estruturas que possam oferecer uma melhor resposta em questões de seletividade e toxicidade para as células tumurais com diminuição dos efeitos secundários encontram-se ainda em desenvolvimento.

## Vias de exposição
- Via Dérmica: Principal via de exposição ocupacional.
- Via ocular: Via de exposição ocupacional.
- Via respiratória: Potencial via de exposição da população em geral e ainda uma via importante da exposição ocupacional.

## Efeitos fisiológicos
O Gás Mostarda tem uma ação vesicante poderosa, isto é, forma na pele vesículas ou bolhas com gravidade. Além disso devido às suas propriedades alquilantes (forma ligações com o DNA) é também mutagénico e carcinogénico.
Uma vez que os indivíduos expostos ao Gás Mostarda não mostram sintomas imediatamente e que as áreas contaminadas podem parecer completamente normais, é possível que as vítimas recebam doses altas inadvertidamente.
O primeiros sintomas a serem manifestados devem-se à exposição cutânea. Os efeitos são sentidos após um período de 24 horas, sendo o vermelhidão e o prurido a principal sintomatologia. Nas zonas expostas podem-se também formar bolhas com diferente dimensão.
Relativamente à exposição ocular, a sintomatologia depende da dose e pode ocorrer num intervalo de tempo de 30 minutos a oito horas, após exposição. As células endoteliais oculares expostas ao gás mostarda podem sofrer morte celular, sendo que as manifestações agudas incluem sensação de corpo estranho no olho e sensação de dor. Ocorre, geralmente, lacrimejo, irritação e inchaço. Em casos mais graves pode ocorrer blefaroespasmo e quemose.
Se o Gás mostarda for inalado, a sintomatologia pode começar a manifestar-se 4-16 horas após a exposição inicial, com espirros, tosse, sangramento nasal, dispnéia e dor de garganta. Estes sintomas evoluem para edema da faringe e da árvore brônquica, podendo ocorrer obstrução e acumulação de secreções. Em casos mais graves estes sintomas podem evoluir para falência respiratória. Estes indivíduos tornam-se mais susceptíveis ao aparecimento de infeções respiratórias.
Dependendo do nível de contaminação, as queimaduras com o gás mostarda variam entre primeiro e segundo grau, podendo chegar a  ser tão severas e desfigurantes como as de terceiro grau. As queimaduras severas podem ser fatais, ocorrendo a morte alguns dias ou até semanas após exposição.
Uma exposição moderada muito provavelmente não mata, contudo, a vítima necessita de longos períodos de tratamento médico. Apesar do gás mostarda apresentar efeitos cancerígenos e mutagénicos, não existem estudos que relacionem o aumento do cancro de pele com a exposição a curto prazo a este agente.

## Toxicocinética
A absorção do gás mostarda ocorre, essencialmente por 2 vias: inalação e por contacto dérmico. Quando inalado será absorvido diretamente pelo trato respiratório. Relativamente à absorção cutânea, cerca de 80% do gás mostarda evapora, 10% permanece na pele e apenas 10% é absorvido sistemicamente.
Como o gás mostarda é um composto muito lipofílico e acumula-se em tecidos com elevado teor de lípidos.
Quanto à sua metabolização, ocorre, essencialmente, por reações de alquilação, hidrólise e oxidação. O metabolito formado em maior extensão é o tiodiglicol, que sofrerá S-oxidação, formando-se sulfóxidos e sulfonas.
Posteriormente estes metabolitos serão excretados por via urinária. A deteção de tioglicol na urina pode ser usada como um biomarcador de exposição.

## Toxicodinâmica
O gás mostarda causa alquilação e cross-linking do DNA, modificações proteicas, dano nas membranas e depleção da GSH (glutationa). Nos tecidos alvos, principalmente na pele, olhos e sistema respiratório, ocorre extensa necrose, apoptose, perda da estrutura tecidular, inflamação aguda e crónica.
O metabolismo do gás mostarda começa com a formação do ião sulfonium, reação que é facilitada pelo calor em meio aquoso, daí que as mucosas ocular, cutânea e respiratória serem atingidas. Este ião transforma-se no ião carbenium que é muito reativo e tem capacidade de sofrer vários tipos de reações:
1. Pode ainda alquilar moléculas das membranas celulares levando a um processo de peroxidação lipídica, contribuindo assim para o aumento da inflamação.
2. pode também alquilar diversas moléculas nucleofílicas, tais como: DNA, RNA e proteínas, levando à ocorrência de mutações (Potencial mutagénico) e perda de atividade enzimática.por fim, pode ainda sofrer conjugação com a glutationa

Esta ligação aos ácidos nucleicos leva a uma destruição das cadeias de DNA e  aumento das enzimas de reparação, como a poli-(ADP-ribose)  polimerase-1 (PARP-1) e a uma depleção excessiva de nicotinamida adenina dinucleotídeo (NAD+), que é substrato destas reações enzimáticas.
Estes efeitos são predominantes no nível de células que se renovam rapidamente e afetam mais, particularmente, proteínas celulares e fosfolipídios.

## Tratamento
Não se encontra descrito na literatura qualquer tratamento que funcione como antídoto para uma intoxicação por gás mostarda.
O tratamento passa pela avaliação dos sintomas e lesões apresentados pelas vítimas após a exposição a este agente químico.
Deve-se começar pela descontaminação e para isso as vítimas devem ser retiradas da zona de exposição e deve proceder-se de imediato à eliminação das roupas das vítimas, bem como a lavagem abundante dos olhos com água para eliminação dos resíduos. A pele e cabelo devem ser lavados com água e sabão neutro.
Terminada a descontaminação, as vítimas devem ser transferidas para o hospital onde será indicada a terapêutica de acordo com a severidade das lesões resultantes da exposição.
O tratamento pode dividir-se em agudo ou crónico.
Tratamento cutâneo:
- Tratamento agudo: inclui o uso de cremes suaves para diminuição da irritação e de agentes bacteriostáticos para prevenção de possíveis infeções.
- Tratamento crónico: inclui cremes emolientes e corticosteroides tópicos para combater o prurido.

Tratamento ocular:
- Tratamento agudo: inclui o uso de antibióticos, corticosteróides para diminuição da inflamação da córnea. É também indicado o uso de gotas oftálmicas midiáticas para controlo da pressão intra-ocular
- Tratamento crónico: dependendo da gravidade das lesões, pode ser necessário recorrer a intervenções cirúrgicas como: transplante da córnea, transplante da membrana amniótica e tarsorrafia.

Tratamento respiratório:
- O tratamento inclui oxigénio humidificado e fisioterapia respiratória. Pode ser necessário administrar medicamentos mucolíticos, uma vez que, o espessamento do muco pode levar ao agravamento das complicações. Em casos mais graves deve-se recorrer à lavagem brônquica.
- A nível de tratamento crónico devemos recorrer à uma terapia imunossupressora para controlo da inflamação.

## Síntese
Foi sintetizado pelo método, o mais clássico e conhecido, de Despretz. O procedimento utiliza uma reação, exotérmica, de adição eletrofílica, entre dois mol de etileno com dicloreto de enxofre. O processo apresenta diversas maneiras de serem feitas para a obtenção do agente HD, a mais comum, para a formação do produto, é utilizar uma reação bruta entre as proporções estequiométricas de etileno e dicloreto de enxofre, para serem colocadas em recipiente autoclave. São mantidos sob pressão, sob baixas temperaturas, até o inicio, do término da pressão (condesação), no recipiente.
No início, a autoclave é, então, aquecida até os 60~80 graus Celsius para que a pressão, no recipiente, diminua quase que totalmente. A autoclave é aberta para a saída dos gases, o conteúdo é retirado e lavado com água fria, para o término da evolução de etileno. Esta versão do processo, o método Russo, do método Despretz, produz quantidades de gás mostarda impuro, o destilado de gás mostarda obtido, possui uma pureza abaixo dos 90%.
{\displaystyle {\ce {SCl2 + 2 C2H4 -> ClCH2CH2SCH2CH2Cl}}}
É sintetizado, de forma mais fácil, pela substituição do, volátil, dicloreto de enxofre pelo monocloreto de enxofre. O processo Levinstein, este método, começa pela preparação do monocloreto de enxofre, perante acréscimo de dois mol de enxofre em pó em uma solução de diclorometano, clorofórmio, 1,2-dicloroetano, ou algum outro solvente inerte. É relatado a preferência pelo diclorometano e clorofórmio. A mistura é feita reagir e absorver um 1 mol de cloro gasoso seco, em sistema refluição fechada.
{\displaystyle {\ce {Cl2 + 2/8 S8 -> 1 S2Cl2}}}
O monocloreto obtido, na primeira etapa, é feito reagir (reação de adição), em uma proporção estequiométrica, com o seu respectivo alceno. O material pode ser liberado na mistura aos poucos, até ser totalmente absorvido e dar a sua massa esteoquiométrica, ou liberado na solução em recipiente fechado até o término da reação, uma efetuação do método Russo. O material, logo após isso, é filtrado para a retirada do enxofre precipitado, formado na reação, o solvente é destilado, posteriormente. O produto final, bruto, referido apenas como mostarda de Levinstein, é colocada para alguma técnica de destilação, para a obtenção do destilado de Gás mostarda (HD). O produto destilado possui uma pureza de ~90%.
{\displaystyle {\ce {S2Cl2 + 2 C2H4 -> ClCH2CH2SCH2CH2Cl + 1/8 S8}}}
Outro processo, bastante conhecido, o Meyer-Clarke método (método alemão). Utiliza uma reação de ácido clorídrico concentrado com tiodiglicol em uma proporção de 2/1 para a conversão do glicol em gás mostarda. O processo é muito maior, e mais amplo, em produção industrial. Começando pela mistura de sulfeto de sódio ou sulfeto de potássio, sendo usado, pelos alemães, o sulfeto de sódio com 9 mol de água fria e destilada. o sal, o sulfeto de sódio, absorve a água para a formação de sulfeto de sódio nonahidratado, o agente obtido se solidifica.
{\displaystyle {\ce {Na2S + 9H2O -> Na2S.9H2O}}}
É diretamente feito reagir com dois mol de cloroetanol, sendo relatado à 60 graus Celsius, como temperatura de aplicação industrial, usada para a fundição, trabalho mecânico, do sal hidratado e para a sua reação com o cloroetanol. A mistura se torna um líquido unifásico com parte, dos 2 mol, do sal (cloreto de sódio) no fundo do recipiente e impurezas insolúveis, estas são filtradas.
{\displaystyle {\ce {Na2S.9H2O + ClCH2CH2OH -> OHCH2CH2SCH2CH2OH + 2NaCl + 9 H2O}}}
a mistura unifásica é diretamente feita reagir com uma solução concentrada de 2 mol de ácido clorídrico, ou por meio de borbulho de 2 mol de cloreto de hidrogênio anidro, a adição do anidro, no meio aquoso, forma uma solução de ácido clorídrico 31,04%.
{\displaystyle {\ce {OHCH2CH2SCH2CH2OH.9H2O + 2 HCl:XH2O -> (ClCH2CH2)2S + 9H2O + XH2O}}}
A formação do agente é reconhecida pela formação de duas fases, na qual, a inferior ou a mais densa, é o gás mostarda. Sendo, lentamente, hidrolisado pela água, contida na fase superior. A fase inferior é extraída, geralmente utiliza um funil de separação, como vidraria usada, ou a fase superior é extraída. A mostarda obtida é destilada, com a destilação sob pressão reduzida sendo a técnica mais citada na literatura aberta. Posteriormente, é seco na adição de cloreto de cálcio, os particulados enxarcados são filtrados.
{\displaystyle {\ce {ClCH2CH2SCH2CH2Cl.XH2O + CaCl2 -> ClCH2CH2SCH2CH2Cl + CaCl2.XH2O}}}
O processo industrial, usado para emprego de gás mostarda, em grandes proporções, exclui a filtragem do cloreto de sódio, para ser protonado pelo ácido sulfúrico.
{\displaystyle {\ce {2 NaCl + 2 H2SO4 -> 2 HCl + 2 NaHSO4}}}
Outro processo do Meyer Método, substitui o ácido clorídrico por tricloreto de fósforo. O processo é, primeiramente, feito de forma similar para a obtenção do Tiodiglicol (TG).
O Tiodiglicol é filtrado para a retirada do cloreto de sódio. A água é destilada perante leve vácuo. Os sólidos são filtrados novamente, com isso, acrescenta-se Cloreto de cálcio para a absorção restante da água, os insolúveis então são filtrados.
Fósforo vermelho é aquecido, junto à diclorometano, à 45 graus Celsius, para originar refluxo. É borbulhado a massa estequiométrica de cloro gasoso na mistura. Esta é agitada até o gás for inteiramente absorvido pelo fósforo.
{\displaystyle {\ce {1,5 Cl2 + 1 P -> 1 PCl3}}}
A solução é aferrecida para o acréscimo do estequiométrico mássico do TG. A mistura é acalorada, gerando refluxo. A reação de alcoólise entre TG e tricloreto de fósforo forma, sob estágio final, em ácido fosforoso e na mostarda.
{\displaystyle {\ce {1 PCl3 + 3/2 OHCH2CH2SCH2CH2OH -> 1,5 ClCH2CH2SCH2CH2Cl + 1 H3PO3}}}
Gás mostarda é obtido perante dois processos. O primeiro inicia na a preparação de fosgênio. Fosgênio é preparado na condensação do monóxido de carbono com gás cloro. Uma quantidade superior de cloro age como solvente. A reação é, então, feita abaixo da temperatura de fervura do Cloro. o monóxido de carbono é, lentamente, liberado sobre a solução , onde o fosgênio se condensa. Terminado a absorção, da quantia determinada, o solvente, o gás cloro, fica retido, quando o fosgênio é destilado abaixo dos 0 graus Celsius. Fosgênio pode ser trocado pelo, mais seguro, cloreto de tionila, ou por precursores de gás mostarda, como dicloreto de enxofre, ou dicloreto de dienxofre.
{\displaystyle {\ce {CO + Cl2 -> COCl2}}}
O fosgênio, obtido, é diretamente dissolvido em WM. A mistura é reage com meio mol de TG, a mistura é refluxada para a emissão/evolução do cloreto de hidrogênio e dióxido de carbono. A reação produz aproximadamente meio mol gás mostarda dissolvido em uma solução ácida de tetracloreto de carbono. A mistura é refluxada, novamente, para a emissão do Cloreto de hidrogênio restante. O solvente é destilado e o Gás mostarda é posteriormente destilado em vácuo, esta reação é considerada parte do método meyer.
Nota: É, históricamente, adicionado um excesso de Fosgênio para seu emprego, em mistura com Gás mostarda, em combate. O uso desta mistura tende a ser muito mais tóxica. A mistura, de ambos, vem junto com o WM, no qual da maior estabilidade a hidrólise.
{\displaystyle {\ce {COCl2 + 1/2 (OHCH2CH2)2S -> 1/2 (ClCH2CH2)2S + 1 HCl + 1 CO2}}}
Um processo relatado, para a síntese, utiliza uma reação entre um mol de enxofre e dois mol de 1,2-dicloroetano. Produzindo o H e gás cloro, Não há relatos, ao público, sobre processo.
{\displaystyle {\ce {2 ClCH2CH2Cl + 1/8 S8 -> 1 (ClCH2CH2)2SCl2 -> 1 ClCH2CH2SCH2CH2Cl + 1Cl2}}}
Gás mostarda é produzido perante reação entre Sulfeto de etileno com 1,2-Dicloroetano, endotérmicamente.
{\displaystyle {\ce {ClCH2CH2Cl + CH2CH2S -> ClCH2CH2SCH2CH2Cl}}}